# The Sunbeam
The Sunbeam é um filme mudo norte-americano de 1912 em curta-metragem, do gênero drama, dirigido por D. W. Griffith. Foi produzido pela Biograph Company e distribuído pela General Film Company.

## Elenco
- Ynez Seabury
- Kate Bruce
- Claire McDowell
- Dell Henderson